# Liste der Monuments historiques in Fresnoy-le-Château
Die Liste der Monuments historiques in Fresnoy-le-Château führt die Monuments historiques in der französischen Gemeinde Fresnoy-le-Château auf.

## Liste der Immobilien
| Bezeichnung        | Beschreibung                                                                               | Standort                  | Kennzeichnung | Schutzstatus | Datum | Bild           |
| ------------------ | ------------------------------------------------------------------------------------------ | ------------------------- | ------------- | ------------ | ----- | -------------- |
| Château du Plessis | Hauptgebäude von 1833 bis 1844 erbaut, Nebengebäude und Wassergräben älter; mit Parkanlage | nördlich des Ortes (Lage) | PA10000014    | Classé       | 2001  | weitere Bilder |